# Noble Ridge
Noble Ridge är en bergstopp i Antarktis. Den ligger i Östantarktis. Australien gör anspråk på området. Toppen på Noble Ridge är 1 971 meter över havet.
Terrängen runt Noble Ridge är lite kuperad. Trakten är obefolkad. Det finns inga samhällen i närheten. 